# 家永教科书诉讼
家永教科书诉讼是日本高中日本史教科书《新日本史》（三省堂出版）作者之一的家永三郎关于教科书检定（教科書審查）问题向日本国政府提起的一系列诉讼案件的统称。 从1965年的第一次诉讼，经过1967年的第二次诉讼，最后直至1984年提出的第三次诉讼为止。1997年，日本最高法院对第三次诉讼作出判决，本案告以终结。从最初起诉到最终结案历经32年之久的本案也被《吉尼斯世界纪录》认定为“史上历时最长的民事诉讼”。

## 案件概要
本案中最大的争议焦点为“教科书检定是否违反宪法规定”。对此，最高法院判决认为“（教科书检定）没有妨碍普通图书的出版发行，也并非出於禁止发表的目的或者在发表前的审查，因此并不构成检阅”，判定教科书检定制度符合宪法精神，驳回了原告的大部分诉讼请求，实际上可以被认为是家永一方的败诉。另一方面，关于检定内容的妥当与否，最高法院支持了家永的部分主张，判定政府存在滥用裁量权的行为。

### 第一次诉讼
家永等人负责编写的《新日本史》在1962年接受教科书检定的过程中，因对战争的描述过于黑暗等理由，被相关当局认定为不合格（但在修订之后，于1963年检定中被认定为附条件的合格）。对此，原告以1962年-1963年间的检定中，因文部大臣的行为遭受精神损害为由，提起了国家赔偿诉讼。
- 一审〈案件记录符号：昭和40年（ワ）第4949号〉
  - 1965年6月12日起诉[2]，1974年7月16日东京地方裁判所判决
  - 判决（高津判决）驳回了原告有关违反国家教育权相关的日本国宪法第26条的主张，同时也判定教科书检定是因公共利益而对言论自由作出的合理限制，并不构成日本国宪法第21条所禁止的检阅制度。另一方面，判决也认定检定意见中有一部分涉及滥用裁量权，因此支持了家永的部分诉请，判令政府赔偿10万日元。
- 二审〈昭和49年（ネ）第1773号・昭和50年（ネ）第1143号〉
  - 1974年7月26日原告上诉，1986年3月19日东京高等裁判所判决
  - 判决（铃木判决）全面支持政府的主张，同时认定不存在滥用裁量权，驳回了上诉方的所有诉请。家永一方全面败诉。
- 上告审〈昭和61年（オ）第1428号〉
  - 1986年3月20日原告上告，1993年3月16日日本最高裁判所判决
  - 判决（可部判决）几乎全面采纳二审判决理由，驳回上告。家永一方全面败诉。

### 第二次诉讼
本次诉讼为行政诉讼，原告请求撤销1966年检定中对《新日本史》作出的不合格处分。
- 第一审〈昭和42年（行ウ）第85号〉
  - 1967年6月23日起诉，1970年7月17日东京地方裁判所判决
  - 判决（杉本判决）对国民教育权展开论述，认为对教科书内容进行检定的制度违反了《教育基本法》第10条。另，判决认为教科书检定构成了日本国宪法第21条第2款禁止的检阅，支持了原告关于撤销处分的请求。家永方全面胜诉。
- 第二审〈昭和45年（行コ）第53号〉
  - 1970年7月24日原审被告上诉，1975年12月20日东京高等裁判所判决
  - 判决（畔上判决）以检定判断缺乏行政行为的一贯性为由，驳回了政府的上诉。家永方再次胜诉。
- 上告审〈昭和51年（行ツ）第24号〉
  - 1975年12月30日原审被告上告，1982年4月8日最高裁判所判决
  - 判决（中村判决）认为，政府作出处分当时的《学习指导要领》已被修订，原告有关撤销处分的请求是否存在诉讼利益这一问题有待明确，因此判决撤销原判，发回重审。
- 重审〈昭和57年（行コ）第38号〉
  - 1989年6月27日东京高等裁判所判决
  - 判决（丹野判决）认为，随着学习指导要领的修订，原告已丧失请求撤销处分的诉讼利益，因此撤销一审判决，驳回原告诉讼请求。

### 第三次诉讼
家永对1982年的教科书检定结果不服，提起了国家赔偿诉讼。
- 第一审〈昭和59年（ワ）第348号〉
  - 1984年1月19日起诉，1989年10月3日东京地方裁判所判决
  - 判决（加藤判决）认为，检定制度本身符合宪法规定，但在检定中存在滥用裁量权的行为。判决认定政府对于教科书中“草莽队”部分内容的检定结论违法，判令政府赔偿10万日元。
- 第二审〈平成元年（ネ）第3428号・平成2年（ネ）第2633号〉
  - 1989年10月13日原告上诉，1993年10月20日东京高等裁判所判决
  - 判决（川上判决）认为，检定制度本身符合宪法规定，但在检定中存在滥用裁量权的行为。除一审认定的“草莽队”外，有关“南京大屠杀”和“军队对妇女的暴行”等部分内容的检定结论也存在违法，判令政府赔偿30万日元。
- 上告审〈平成6年（オ）第1119号〉
  - 1993年10月25日原告上告，1997年8月29日最高裁判所判决
  - 判决（大野判决）认定，检定制度本身符合宪法规定，但在检定中存在滥用裁量权的行为。其中原告主张的7处检定违法内容中，最高法院判决支持了4处，分别为草莽队、南京大屠杀、在中国战线的日军残暴行为以及原满洲国731部队的内容。最终判决判令政府赔偿原告40万日元。（原告主张中被驳回的检定结论分别是：甲午战争中朝鲜人民的反日抵抗、南京战役中日军对中国妇女的暴行以及冲绳战役。）

#### 关于冲绳战役
家永教科书系列案的第三次诉讼中，教科书中有关冲绳战役中当地居民的牺牲的内容成为案件争议焦点之一。争议焦点包括：文部省认为应表述为集体自杀的检定是否妥当、集体自杀与屠杀两者孰多孰少、集体自杀的具体状况等。在法庭上，原被告双方均提出多位证人，对冲绳战役中居民的伤亡情况作了陈述。
一审中，原告方证人为大田昌秀（琉球大学教授）、金城重明（冲绳基督教短期大学教授）、安仁屋政昭（冲绳国际大学教授）、山川宗秀（冲绳县立普天间高中教师），而被告（政府）一方的证人为曾野绫子（作家）、一富襄（原日本防卫厅战争史教官）。
二审中，原告方证人为石原昌家（冲绳国际大学教授），被告方證人为波多野澄雄（筑波大学教授）。
大田昌秀陈述了冲绳战役的特点在于居民牺牲原因中包括屠杀居民和集体自杀。金城重明以本人参加集体自杀的亲身体验为证言，并强调当时的“自杀”并非出于自发意愿，而是被日本军方逼迫所致。安仁屋政昭以长达20多年对当地居民的采访经验为依据，其证言表明无论是屠杀居民还是集体自杀的责任都在日本军方，对于居民的牺牲，军方总指挥官曾有过计划（命令），另外即使没有命令，各级官兵都自发作出了上述行为。另外，安仁屋还认为“与赤松是否命令集体自杀这个问题相比，处决当地居民才是更大的问题。”山川宗秀向法庭说明了有关冲绳战役的教学情况，并表示检定意见将错误的内容教育给了学生。曾野绫子根据自己在渡嘉敷岛采访的经过，表示并没有军方命令集体自杀的证据。一富襄表示他确信居民自愿协助军方并自愿自杀。石原昌家根据其长期以来的采访经验，将居民牺牲的情况分类成约三十种原因，并认定居民屠杀和集体自杀的原因都在军方，都是被逼迫的。波多野澄雄将居民屠杀与集体自杀分为不同类别，但说明了两者都是被日本军方强逼的。

## 脚注
1. ↑  Dyson, Daniel,  (PDF), 2022, Wikidata Q127271703 （英语）
2. ↑  原定于5月中旬起诉。当时电视剧《判决》（日本教育电视台与东映合作）中有一集名为“佐纪子的庭园”的内容是以教科书问题为主题的。该集电视剧预定于5月19日播放。参与该剧编剧工作的家永也考虑在同时提起诉讼。但是，因电视剧内容遭到质疑而被停播，导致起诉时间也延期至6月12日。

## 关联条目
- 家永三郎
- 日本历史教科书问题
- 教科书检定（日语：教科用図書検定）
- 冲绳战役
- 检阅
- 长期诉讼（日语：長期裁判）